# Kapelle Horst

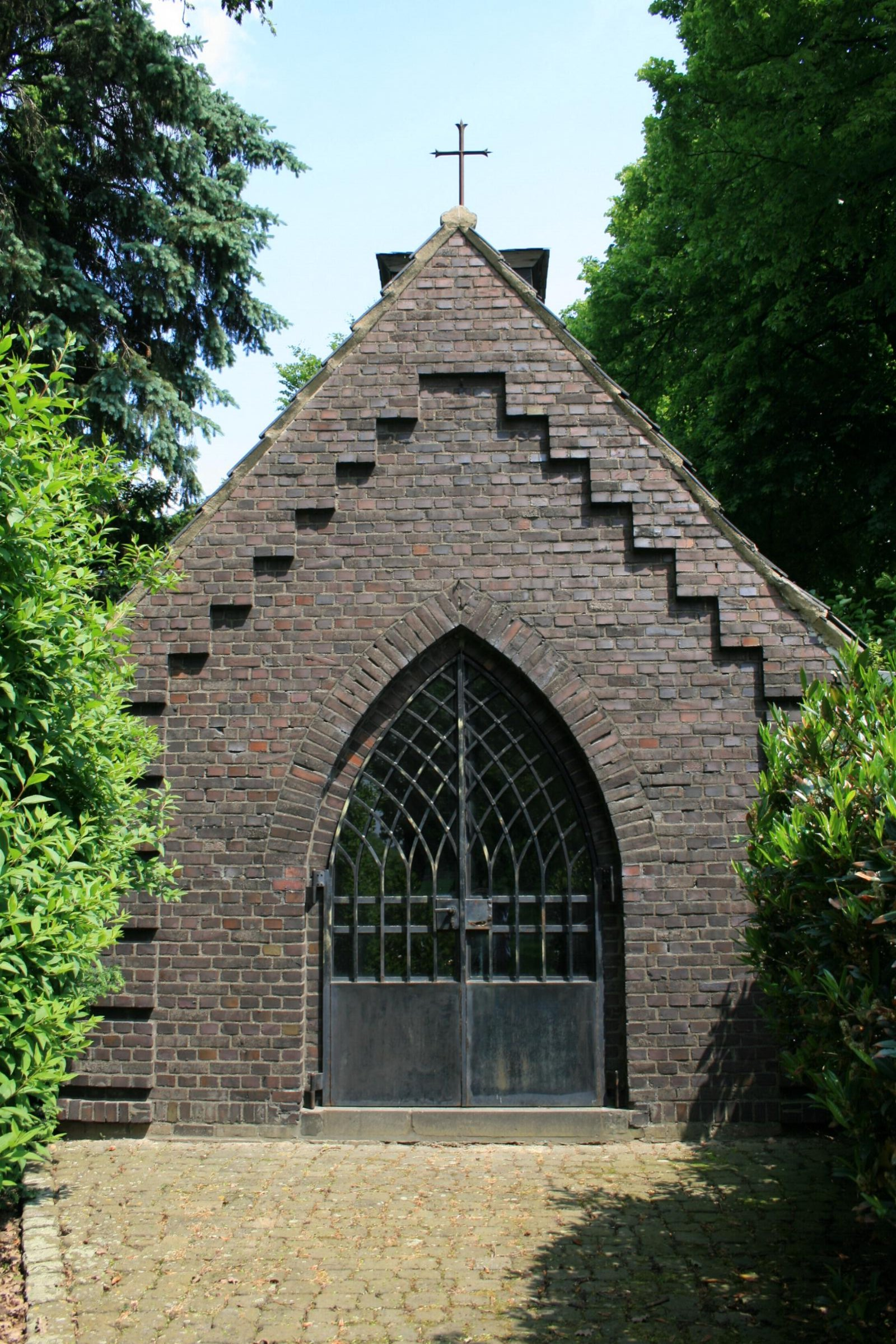
Kapelle Horst in Giesenkirchen (2010)

Die Kapelle Horst steht im Ortsteil Giesenkirchen-Leppershütte in Mönchengladbach (Nordrhein-Westfalen), Horst 20.
Sie wurde in den 1930er Jahren erbaut und unter Nr. H 101 am 2. Juni 1987 in die Denkmalliste der Stadt Mönchengladbach eingetragen.

## Lage
Die Kapelle liegt nördlich des Zufahrtsweges zur Vorburg des Wasserschlosses Haus Horst.

## Architektur
Es handelt sich um eine freistehende Kapelle aus unverputztem Ziegelstein unter einem Satteldach. Ein gedrückter quadratischer Dachreiter mit sehr flachem Dach und einem filigranen Kreuz krönen den Bau. Die Gebäudeecken sind durch je eine Eckquaderung aus Ziegelsteinfeldern betont, die in je einen gemauerten Stufenbogen an den beiden Giebelseiten übergeht.
Die Frontseite zeigt ein Spitzbogenportal mit erneuertem Schmuckgitter, das durch seine Gestaltung die Bogenform aufnimmt. An den beiden Langseiten sind je drei Spitzbogenfenster auf gemeinsamer durchlaufender Sohlbank und Fensterrahmung aus schräg gestellten Ziegelsteinen. Im Inneren steht ein zeitgenössischer Altar.